# Lithocarpus encleisocarpus
Lithocarpus encleisocarpus (Korth.) A.Camus – gatunek roślin z rodziny bukowatych (Fagaceae Dumort.). Występuje naturalnie w Malezji oraz Indonezji (na Sumatrze i w Kalimantanie). 

## Morfologia
PokrójZimozielone drzewo dorastające do 30 m wysokości. Pień wyposażony jest w korzenie podporowe.
LiścieBlaszka liściowa jest nieco skórzasta i ma eliptyczny kształt. Mierzy 6–14 cm długości oraz 2–6 cm szerokości, ma ostrokątną lub zaokrągloną nasadę i ostry wierzchołek. Ogonek liściowy jest nagi i ma 7–12 mm długości. Przylistki są skórzaste, mają trójkątny kształt i osiągają 12 mm długości.
OwoceOrzechy o kształcie od kulistawego do półkulistego, dorastają do 22 mm średnicy. Osadzone są pojedynczo w falistych miseczkach.

## Biologia i ekologia
Rośnie w lasach, na wysokości do 1000 m n.p.m.